# تئودور والن

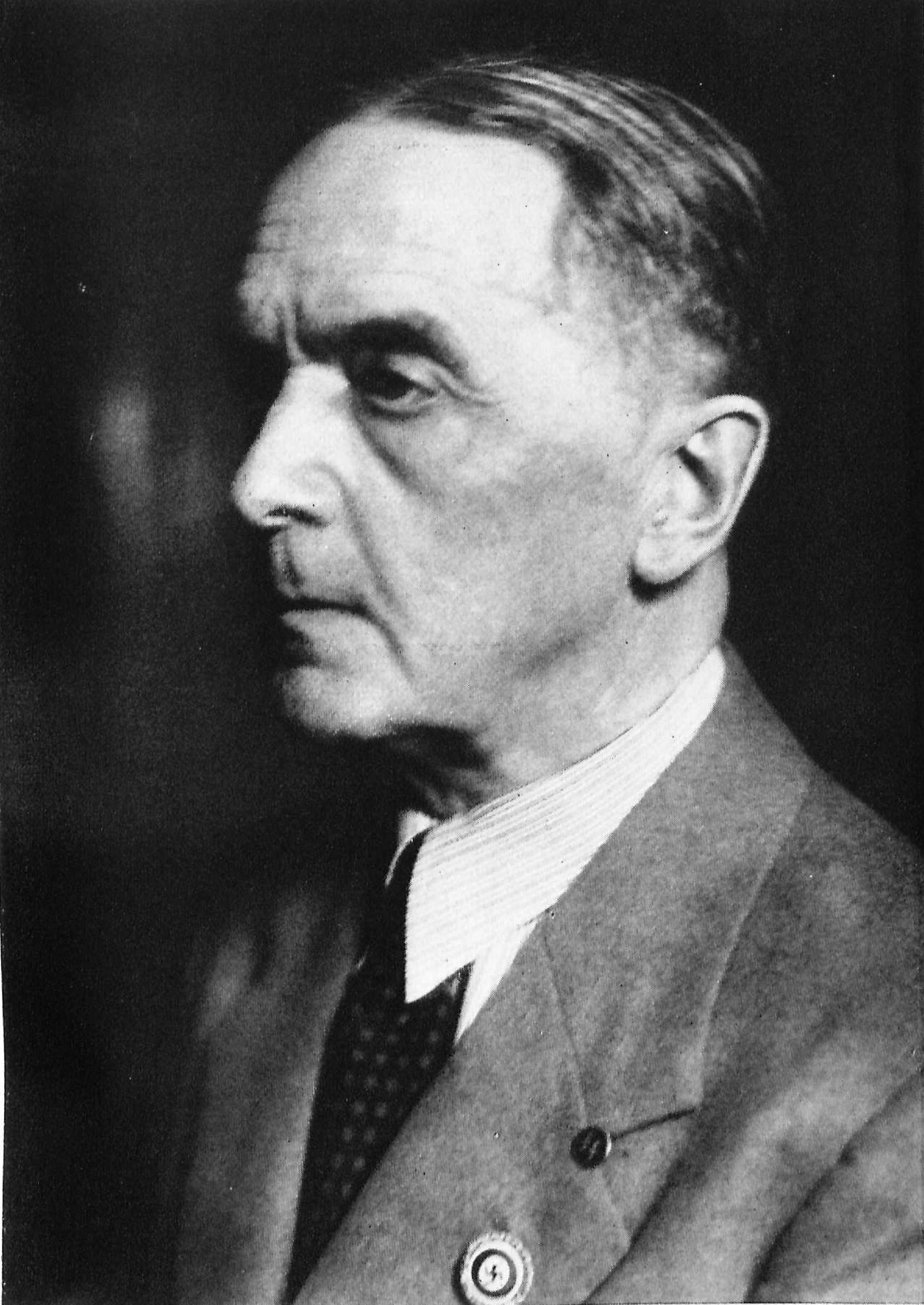
کارل تئودور والن، ریاضی‌دان اهل آلمان - ۱۹۳۹

کارل تئودور والن (به آلمانی: Karl Theodor Vahlen) (زاده ۳۰ ژوئیه ۱۸۶۹ در وین- درگذشته ۱۶ نوامبر ۱۹۴۵ در پراگ) ریاضیدان اهل آلمان بود. والن یکی از نمایندگان و رهبران جنبش ضدیهودی ریاضیات آلمانی بود.

## زندگی و کارنامه
او فرزند زبان‌شناس باستانی یوهانس والن بود. از ۱۸۹۰ در برلین تحصیل ریاضیات را آغاز کرد و در سال ۱۸۹۳ درجه دکتری را تحت سرپرستی لاتساروس فوکس با رساله ای با نام «نتایجی در نظریه جمعی اعداد» دریافت کرد و در سال ۱۹۱۱ در گرایفسوالد شغل استادی گرفت. زمینه کاری والن، ریاضیات محض و به ویژه نظریه اعداد و بنیانهای هندسه بود ولی پس از استخدامش در گرایفسوالد به ریاضیات کاربردی و به ویژه نظریه‌های تقریب روی آورد. در سال ۱۹۲۳ به ریاست دانشگاه گرایفسوالد رسید.
در جنگ جهانی یکم شرکت کرد و در پایان آن به درجه سرگردی نیز رسید. وی که در سال ۱۹۱۹ عضو حزب مردمی ملت آلمان شده بود، در ۱۹۲۳ به حزب مردمی آلمان بزرگ پیوست که هم ارز اتریشی حزب ملی سوسیالیست کارگران آلمان بود پیوست. در ۱۹۲۴ نماینده مجلس رایش شد و سپس در پومرانی مجله نازی «نظاره گر آلمان شمالی» را بنیان نهاد. این مجله به دلیل آنکه یکی از اعضای بنیان‌گذارش از مخالفان هیتلر بود توقیف و والن زندانی شد ولی پس از مدتی بدون دریافت جریمه آزاد شد و توانست دوباره در دانشگاه گرایفسوالد به عنوان استاد حضور یابد. در سال‌های دهه ۱۹۳۰ والن که اینک مقامی در وزارت علوم به دست آورده بود به پشتیبانی جنبش ضدیهودی ریاضیات آلمانی لودویگ بیبرباخ پیوست ولی دیرزمانی نگذشت که به خاطر منازعات قدرت ناچار به ترک وزارتخانه شد. والن که هم عضو اس اس و هم اس ا بود در سال ۱۹۴۴ در دانشگاه پراگ که آن زمان در قلمرو آلمان بود به تدریس پرداخت و با پایان جنگ در پراگ دستگیر شد و در زندان درگذشت.